# Гипоксия (экология)
Гипоксия (hypo: «ниже», oxia: «насыщенный кислородом») относится к состояниям с низким содержанием кислорода. Для организмов, дышащих воздухом, гипоксия представляет собой проблему. Но для многих анаэробных организмов гипоксия необходима. Термин гипоксия применим ко многим ситуациям, но обычно относится к атмосфере и природным водам.

## Атмосферная гипоксия
Атмосферная гипоксия естественным образом возникает на больших высотах. Общее атмосферное давление уменьшается с увеличением высоты, это приводит к снижению парциального давления кислорода, что определяется как гипобарическая гипоксия. Кислород остаётся на уровне 20,9% от общей газовой смеси, в отличие от гипоксической гипоксии, при которой процентное содержание кислорода в воздухе (или крови) снижается. Это часто встречается в запечатанных норах некоторых подземных животных, таких как землекоповые. Атмосферная гипоксия также лежит в основе высотной подготовки, которые являются стандартной частью тренировок элитных спортсменов. Некоторые компании имитируют гипоксию, используя нормобарическую искусственную атмосферу.

## Водная гипоксия
Водная система, в которой отсутствует растворённый кислород (насыщение 0%), называется анаэробной, восстановительной или бескислородной.
Уровень кислорода в воде хорошего качества составляет приблизительно 7 ppm или 0,0007%, но может колебаться. Многим организмам необходимы гипоксические условия. Например, кислород ядовит для анаэробных бактерий.
Истощение кислорода обычно выражается в процентах от кислорода, который растворился бы в воде при преобладающей температуре и солёности. Система с низкой концентрацией — в диапазоне от 1 до 30% насыщения — называется гипоксической или дизоксической. Большинство рыб не могут жить при насыщении ниже 30%, поскольку им необходим кислород для получения энергии из питательных веществ. Гипоксия приводит к ухудшению воспроизводства оставшихся рыб из-за эндокринных нарушений. «Здоровая» водная среда редко должна иметь насыщение менее 80%. Экзаэробная зона находится на границе аноксической и гипоксической зон.
Гипоксия может возникнуть во всей толще воды, а также на больших высотах и вблизи отложений на дне. Обычно она распространяется на 20-50% толщи воды, но зависит от глубины воды и расположения пикноклинов (быстрые изменения плотности воды с глубиной). Встречается в 10–80% толщи воды. Например, в 10-метровом столбе воды она может проникать на глубину до 2 метров под поверхностью. В 20-метровой толще воды она может проникать на глубину до 8 метров под поверхностью.

### Сезонный замор
Гиполимнетическое кислородное истощение может привести к «заморам» как летом, так и зимой. Во время летней стратификации поступление органических веществ и осаждение первичных продуцентов может увеличить скорость дыхания в гиполимнионе. Если дефицит кислорода станет экстремальным, аэробные организмы, такие как рыба, могут погибнуть, что приведёт к так называемому «летнему замору». Те же явления могут происходить и зимой, но по разным причинам. Зимой лёд и снежный покров могут ослаблять свет и, следовательно, снижать скорость фотосинтеза. Замерзание озера также препятствует взаимодействию воздуха и воды, которое обеспечивает обмен кислородом. Это создаёт недостаток кислорода, в то время как дыхание продолжается. Когда уровень кислорода резко падает, аэробные организмы могут погибнуть, что приводит к «зимнему замору».

### Причины гипоксии
Кислородное истощение может быть результатом ряда природных факторов, но чаще всего вызывает беспокойство вследствие загрязнения и эвтрофикации, при которых питательные вещества для растений попадают в реку, озеро или океан, что стимулирует цветение фитопланктона. В то время как фитопланктон посредством фотосинтеза повышает насыщение растворённым кислородом в дневные часы, плотная популяция цветущих водорослей снижает насыщение кислородом ночью за счёт дыхания. Когда клетки фитопланктона умирают, они опускаются на дно и разлагаются бактериями, что ещё более снижает уровень растворённого кислорода в толще воды. Если недостаток кислорода перерастает в гипоксию, может произойти гибель рыбы, а также могут погибнуть беспозвоночные на дне, такие как черви и моллюски.
Гипоксия может возникать и при отсутствии загрязняющих веществ. Например, в устьях рек пресная вода, впадающая из реки в море, менее плотная, чем солёная вода, что может привести к стратификации в толще воды. В результате вертикальное перемешивание между слоями воды снижается, что ограничивает поступление кислорода из поверхностных вод в более солёные придонные воды. Концентрация кислорода в нижнем слое может стать достаточно низкой, что приведёт к возникновению гипоксии. К районам, особенно подверженным ей, относятся мелководья полузамкнутых водоёмов, таких как Ваттовое море или Мексиканский залив, где сток с суши значителен. В этих областях может быть создана так называемая «мёртвая зона». Условия низкого содержания кислорода часто носят сезонный характер, как в случае с Худ-Каналом и районами залива Пьюджет-Саунд в штате Вашингтон. Институт мировых ресурсов выявил 375 гипоксических прибрежных зон по всему миру, сосредоточенных в прибрежных районах Западной Европы, восточного и южного побережья США и Восточной Азии, особенно в Японии.
Гипоксия также может быть объяснением периодических явлений, таких как «юбилей залива Мобил», когда водные организмы внезапно устремляются на мелководье, возможно, пытаясь спастись от воды, обеднённой кислородом. Недавние массовые заморы моллюсков у берегов Орегона и Вашингтона также связывают с циклической экологией мёртвых зон.

#### Распад фитопланктона
Фитопланктон в основном состоит из лигнина и целлюлозы, которые расщепляются окислительным путём с потреблением кислорода.

#### Факторы окружающей среды
Разложение фитопланктона в окружающей среде зависит от присутствия кислорода, а как только в водоёмах больше нет кислорода, лигнинпероксидазы не могут продолжать расщеплять лигнин. При отсутствии кислорода в воде время, необходимое для разложения фитопланктона, изменяется с 10,7 суток до 160 суток.
Скорость распада фитопланктона можно представить с помощью уравнения:
{\displaystyle G(t)=G(0)e^{-kt}}
В этом уравнении G(t) — это общее количество органического углерода в виде частиц в данный момент времени, а G(0) — его концентрация до начала распада. k — константа скорости в год-1, а t — время в годах. Для большей части фитопланктона k составляет около 12,8 лет-1, или около 28 дней, для того чтобы в этих системах разложилось почти 96% углерода. В то время как в бескислородных системах разложение органического углерода в виде частиц занимает 125 дней, что в четыре раза дольше. Для расщепления 1 мг органического углерода в виде частиц в окружающей среде требуется около 1 мг кислорода, поэтому гипоксия наступает быстро, поскольку кислород быстро расходуется на переваривание органического углерода. Около 9% органического углерода в фитопланктоне может быть разложено за один день при температуре 18 °C. Таким образом, для полного разложения фитопланктона требуется около одиннадцати дней.
После разложения органического углерода в виде частиц эти твёрдые частицы могут быть преобразованы в другой растворённый углерод, такой как диоксид углерода, ионы бикарбоната и карбонаты. До 30% фитопланктона может быть разложено на растворённый углерод. Когда этот органический углерод в виде частиц взаимодействует с ультрафиолетовым светом длиной волны 350 нм, образуется растворённый неорганический углерод, удаляющий ещё больше кислорода из окружающей среды в виде углекислого газа, ионов бикарбоната и карбонатов. Растворённый неорганический углерод образуется со скоростью 2,3–6,5 мг/(м3⋅сутки).
По мере распада фитопланктона в окружающую среду поступают свободные фосфор и азот, что также способствует возникновению гипоксических условий. По мере распада этого фитопланктона всё больше фосфора превращается в фосфаты, а азота — в нитраты. Это ещё больше истощает кислород в окружающей среде, создавая ещё большие гипоксические зоны. По мере того, как в эти водные системы вытесняется всё больше минералов, таких как фосфор и азот, рост фитопланктона значительно увеличивается, а после его гибели образуются гипоксические зоны.